# 程湾镇
程湾乡，是中华人民共和国河南省南阳市桐柏县下辖的一个乡镇级行政单位。

## 行政区划
程湾乡下辖以下地区：
和湾村、程湾村、曹河村、苏扒村、石头庄村、三岔口村、邓河村、吴井村、艾庄村、姚河村、栗子园村和月沟村。